# 仲池上
仲池上（日语：／ Naka-ikegami */?）是東京都大田區的地名。現行行政地名為仲池上一丁目與仲池上二丁目。2013年8月1日為止的人口有8,967人。

## 地理
位於東京都大田區北部。北側以橫須賀線（品鶴線）、東海道新幹線鐵路路廊為界，接上池台、東雪谷。東鄰西馬込。南至第二京濱，接池上。西至呑川，接久原。呑川沿岸可見工廠與事業所，其他為住宅區。

## 歷史
昔日東海道新幹線、子安八幡神社前往池上本門寺方向有條小河，但現已整建為人行道。

### 地名由來
「仲」意為上池台與池上的中間。

## 交通
町域內沒有鐵路車站，東北方有都營淺草線西馬込站。此外，也可利用附近的巴士路線。
- 東急巴士
  - 森06系統 上池上循環（外回）上池上、夫婦坂方面
  - 森07系統 上池上循環（內回）池上站前、大森站方面

仲池上巴士站：
- 上池上、八幡神社、大森十中前、根方、本門寺裏、道道橋

道道橋（どどばし）巴士站、上池上還可利用以下巴士路線。
- 東急巴士 森05系統 大森站（大森操車所） - 洗足池 行經荏原醫院前、池上警察署、池上站

## 設施
- 大田區立大森第十中學校
- 大田區立特別養護老人之家池上
- 大田區立池上高齡者在宅服務中心
- 大田區立清爽支援（さわやかサポート）池上
- 大田區立池上長壽園
- 大田區立仲池上兒童館
- 大田區立仲池上保育園
- 大田區立悠悠俱樂部（老人休憩之家）仲池上
- 林昌寺
- 子安八幡神社 御祭神 品陀和氣命（ほんだわけのみこと，15代應神天皇）
- 綱島園
- 醍醐運輸
- 日本物流系統（日本ロジテム）
- 學習研究社第二大樓。學研本社移往品川區西五反田。
- 大同信號（本社）
- My Basket（まいばすけっと）仲池上店
- OK Store仲池上店
- LAWSON 仲池上一丁目店
- 日東工器
- 大盡坂（だいじんざか）大田區仲池上2-2〜2-5之間往東上升的陡坡

## 備註
1. ↑  .   [2013-08-20]. （原始内容存档于2014-02-18）.